# Scagliola

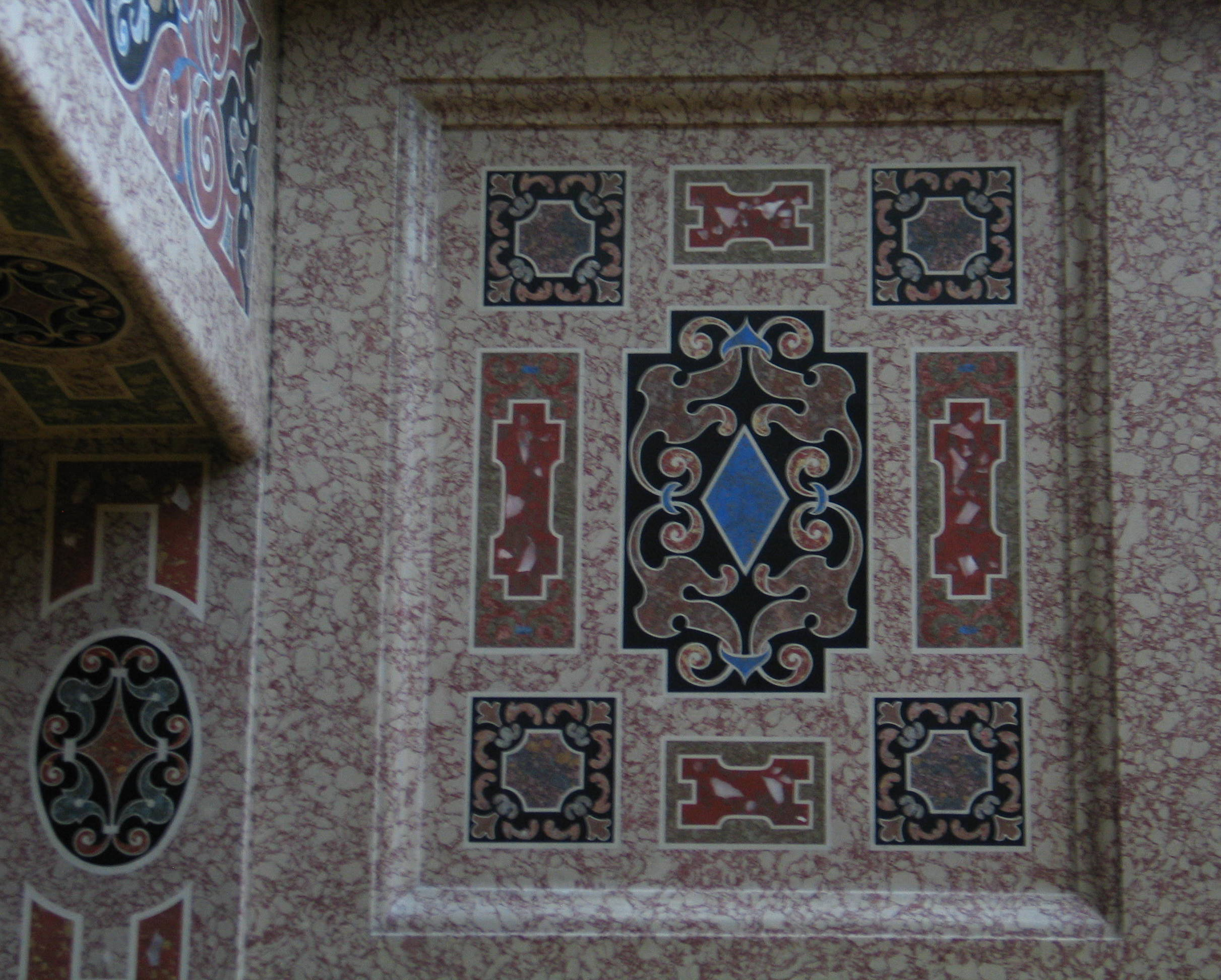
Dekorace Mnichovské residence

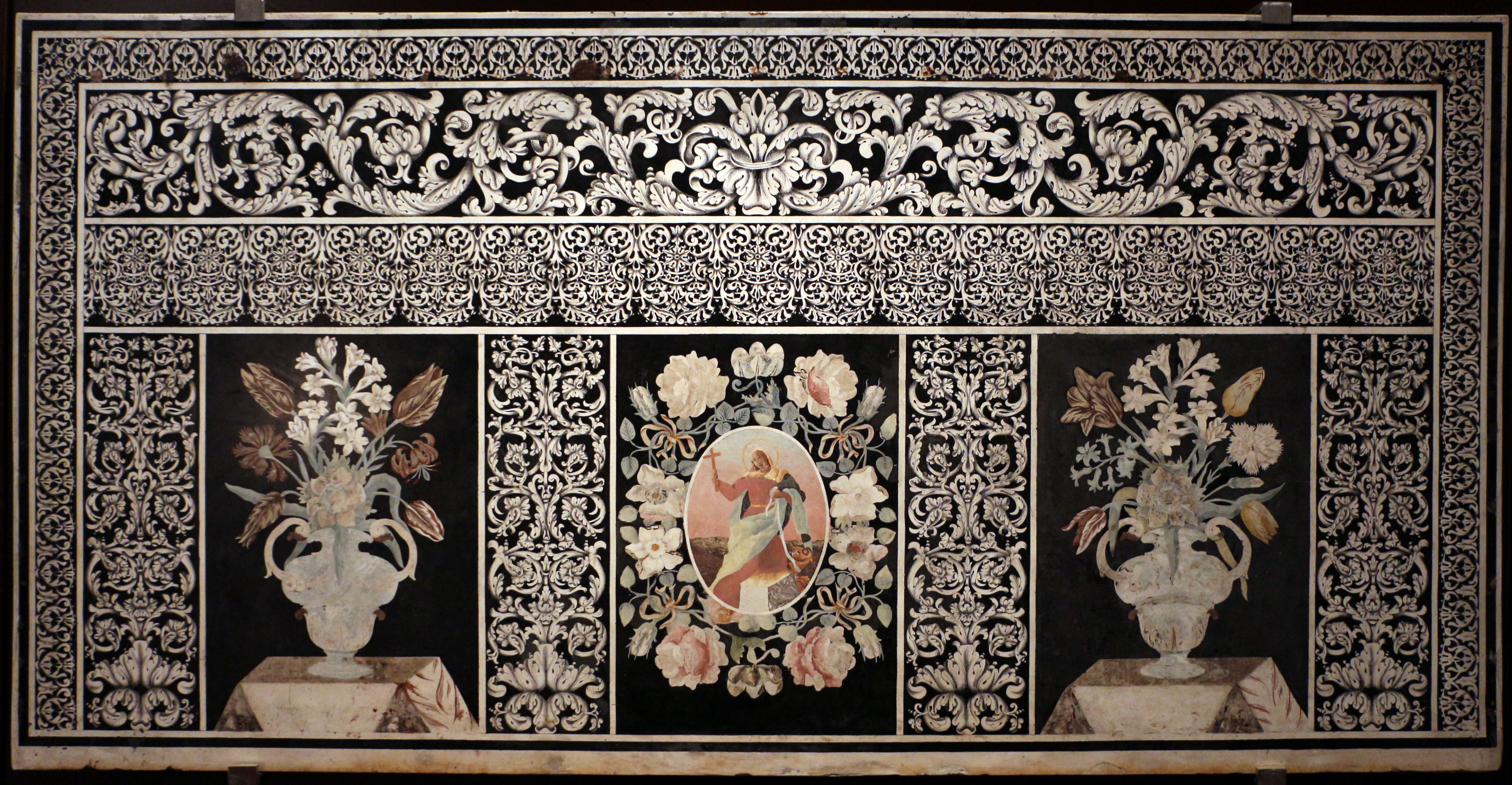
G.M. Barzelli, Antependium, scagliola, 1660–1690

Scagliola neboli štukový mramor je způsob štukové dekorace používaný jako náhražka inkrustace přírodním mramorem nebo jiným i minerály.

## Termín a technika
1. Jednodušší a nejčastější je pouhá imitace žilnatého povrchu mramoru: Rozemletý sádrovec (sádra) se smíchá s klihem a přírodními barvivy. Hmota se nanáší ve vrstvách na povrch zdí, sloupů, soch a podobně a v další fázi se na monochromatický základ vytváří charakteristické žilkování nebo ornament. Povrch se potahuje fermeží a včelím voskem pro dosažení vyššího lesku. Od opticky podobné techniky Stucco lustro se liší podkladem, u štuka je to obyčejná malta.
Příklady použití v architektuře
- Mnichovská rezidence
- Kaple svatého Kříže (Pražský hrad)
- kostel svatého Mikuláše (Malá Strana), jehož interiér vyzdobil sochař Jan Ignác Hennevogel.
- kostel Narození Páně v Loretě na Hradčanech

2. Scagliola v užším slova smyslu je umělecky náročná dekorativní štuková malba nahrazující figurální mozaiku. Vznikla v 17. století ve Florencii, aby nahradila drahou a pracnou techniku pietra dura, založenou na inkrustaci předmětů tabulkami různých minerálů. Kromě plošného nanášení štuku využívá i štětcovou malbu.
Příklady použití
- Deska hracího stolku s iluzivní malbou rozházených karet (Uměleckoprůmyslové muzeum v Praze), Jan Ignác Hennevogel.[1]
- Oltářní antependia klášterního kostela Nanebevzetí Panny Marie v Oseku u Duchcova – autoři otec a syn Jan Vilém a Jan Ignác Hennevogelové.